# Лудило девојачке вечери
Лудило девојачке вечери (енгл. Rough Night) америчка је филмска комедија из 2017. године. Режију потписује Лусија Анијело, по сценарију који је написала с Полом В. Даунсом. Главне улоге тумаче Скарлет Џохансон, Кејт Макинон, Џилијан Бел, Илана Глејзер и Зои Кравиц. Прати девојачко вече које крене по злу након што стрипер умре.
Премијерно је приказан 12. јуна 2017. године у Њујорку, док је 16. јуна пуштен у биоскопе у Сједињеним Америчким Државама, односно 22. јуна у Србији. Добио је помешане рецензије критичара и зарадио скоро 50 милиона долара широм света.

## Радња
Пет најбољих другарица са колеџа након 10 година поново су заједно на девојачком викенду у Мајамију. Њихов незабораван провод прекида мрачан догађај када случајно убијају стрипера. Усред лудила док покушавају да схвате шта да ураде и како да пронађу спас, њихова ноћ добија неочекиване преокрете који их зближавају када је то најпотребније.

## Улоге
| Глумац              | Улога   |
| ------------------- | ------- |
| Скарлет Џохансон    | Џес     |
| Џилијан Бел         | Алис    |
| Кејт Макинон        | Пипа    |
| Илана Глејзер       | Френки  |
| Зои Кравиц          | Блер    |
| Пол В. Даунс        | Питер   |
| Деми Мур            | Ли      |
| Тај Барел           | Пјетро  |
| Рајан Купер         | Џеј     |
| Колтон Хејнс        | Скоти   |
| Дин Винтерс         | Фрејжер |
| Енрике Мурсијано    | Руиз    |
| Бо Бернам           | Тоби    |
| Ерик Андре          | Џејк    |
| Хасан Минхаџ        | Џо      |
| Патрик Карлајл      | Патрик  |
| Каран Сони          | Равив   |
| Питер Франсис Џејмс | Џек     |